# 苏民望
苏民望（1537年—？），字子惠，直隶大名府開州长垣县人，明朝政治人物、進士出身。

## 生平
嘉靖四十三年（1564年）甲子科順天府乡试第九十七名舉人，隆慶二年（1568年）戊辰科会试第二百三名，二甲第六十七名進士。授刑部主事，改浙江道御史，隆慶六年巡按江北，带管清军事务，八月丁忧回籍。服阕，起補貴州道御史，万历六年（1578年）十月巡按河南。九年五月升陕西按察司副使，後贬山东左参议，十年九月升湖广副使。告归，性恬淡，居乡多捐施，人皆称德。

## 家族
曾祖苏通。祖父苏隆。父苏动，贈貴州道御史。母陳氏，封孺人。具庆下。兄民生、弟民慕、民彝